# Чанаккале (мост)
„Чанаккале 1915“ (на турски: Çanakkale 1915 Köprüsü) е висящ мост над протока Дарданели. Известен е също като мост „Дарданели“ (на турски: Çanakkale Boğaz Köprüsü). Построен е в Чанаккале, Северозападна Турция. Разположен на юг от градовете Лапсеки и Гелиболу, мостът пресича пролива на около 10 km на юг от Мраморно море. Въведен е в експлоатация на 18 март 2022 г.
Мостът представлява централен елемент от автомагистралата Къналъ-Балъкесир, дълга 321 km и струваща $2,8 млрд долара, която ще съедини автомагистралите О-3 и O-7 в Източна Тракия с автомагистралата O-5 в Анадола. С основния си отвор от 2023 m мостът надминава моста Акаши Кайкьо в Япония с 32 m и става най-дългият висящ мост в света. Двете опорни колони са високи по 318 m, което прави моста втори по височина в Турция след моста Явуз Султан Селим.
На платното има шест ленти за движение (по три във всяко направление) като част от автомагистралата, а също по две пешеходни пътеки от всяка страна, за обслужване. Таксата за преминаване (тол таксата) е определена на 200 турски лири.
С моста са свързани някои символи. Цифрата в названието „1915“ и датата на начало на строителството, „18 март“, са свързани с морската победа на Османската империя на 18 март 1915 г. по време на военно-морските операции от Галиполската кампания. Дължината на главния отвор на моста, 2023 m, се отнася до стогодишнината на Турската република, която се навършва през 2023 г.